# Jardell Kanga
Jardell Kanga (Stockholm, 13 december 2005) is een Zweeds voetballer van Congolese afkomst die door FC Ilves van Hammarby IF wordt gehuurd. Hij is een neef van Zweeds international Joe Mendes.

## Carrière
Jardell Kanga speelde in de jeugdopleiding van IF Brommapojkarna. Hier debuteerde hij op vijftienjarige leeftijd in het eerste elftal, in de met 0-0 gelijkgespeelde uitwedstrijd tegen Sandvikens IF op 10 april 2021. Een maand later scoorde hij in de met 5-0 gewonnen thuiswedstrijd tegen Hudiksvalls FF zijn eerste doelpunt. Hij werd een vaste waarde voor Brommapojkarna, wat in de Ettan Norra, het derde niveau van Zweden, uitkwam. Dit leverde hem in januari 2022 een transfer op naar het Duitse Bayer 04 Leverkusen, waar hij twee jaar in de jeugdopleiding speelde. Vanwege een samenwerkingsverband met De Graafschap werd hij in de tweede helft van het seizoen 2023/24 aan die club verhuurd. Hij debuteerde in het betaald voetbal voor De Graafschap op 9 februari 2024, in de met 0-2 verloren thuiswedstrijd tegen Willem II. Hij kwam in de 74e minuut in het veld voor David Flakus Bosilj. Dit was de enige wedstrijd die hij voor De Graafschap speelde. Na het einde van zijn verhuurperiode vertrok Kanga bij Leverkusen. Hij keerde terug naar Zweden, waar hij voor Hammarby IF tekende. Hier speelde hij vooral bij Hammarby TFF, het reserveteam. Hammarby verhuurde hem in 2025 aan het Finse FC Ilves.

### Statistieken
| Seizoen                     | Club                | Land           | Competitie     | Competitie | Competitie | Beker | Beker | Totaal | Totaal |
| Seizoen                     | Club                | Land           | Competitie     | Wed.       | Dlp.       | Wed.  | Dlp.  | Wed.   | Dlp.   |
| --------------------------- | ------------------- | -------------- | -------------- | ---------- | ---------- | ----- | ----- | ------ | ------ |
| 2021                        | IF Brommapojkarna   | Zweden         | Ettan Norra    | 23         | 5          | 2     | 0     | 25     | 5      |
| 2023/24                     | Bayer 04 Leverkusen | Duitsland      | Bundesliga     | –          | –          | –     | –     | 0      | 0      |
| 2023/24                     | → De Graafschap     | Nederland      | Eerste divisie | 1          | 0          | 0     | 0     | 1      | 0      |
| 2024                        | Hammarby IF         | Zweden         | Allsvenskan    | 1          | 0          | 2     | 0     | 3      | 0      |
| 2024                        | → Hammarby TFF      | Zweden         | Ettan Norra    | 10         | 2          | –     | –     | 10     | 2      |
| 2025                        | → FC Ilves          | Finland        | Veikkausliiga  | 3          | 0          | 0     | 0     | 3      | 0      |
| Carrièretotaal              | Carrièretotaal      | Carrièretotaal | Carrièretotaal | 38         | 7          | 4     | 0     | 42     | 7      |
| Bijgewerkt op 20 april 2025 |                     |                |                |            |            |       |       |        |        |